# كارلوس هيندريكس
كارلوس هيندريكس (بالإنجليزية: Carlos Hendricks)‏ هو لاعب كرة قدم أمريكية أمريكي، ولد في 13 أغسطس 1983 في مونتغومري في الولايات المتحدة.

## وصلات خارجية
- كارلوس هيندريكس على موقع JustSportsStats.com (الإنجليزية)
- كارلوس هيندريكس على موقع كلية كرة القدم في سبورتس رفرنس.كوم (الإنجليزية)